# أكيمة سفلية
الأكيمة السفلية (بالإنجليزية: Inferior colliculus)‏ (IC) هي النواة الرئيسية للدماغ المتوسط في المسار السمعي، وتستقبل مدخلات من عدة نوى جذع الدماغ الطرفية في المسار السمعي، بالإضافة إلى مدخلات من القشرة السمعية. للأكيمة السفلية ثلاثة أقسام فرعية: النواة المركزية، والقشرة الظهرية التي تحيط بها، والقشرة الخارجية التي تقع جانبياً. تتورط خلاياها العصبية ثنائية النمط في التفاعل السمعي-الحسي الجسدي، حيث تستقبل إسقاطات من النوى الحسية الجسدية. قد يكمن هذا التكامل متعدد الحواس وراء تصفية الأصوات الذاتية الناتجة عن أنشطة النطق أو المضغ أو التنفس.
تشكل الأكيمتان السفليتان مع الأكيمتين العلويتين بروزات الأجسام الرباعية التوائم، وأيضًا جزءًا من سقف الدماغ المتوسط. تقع الأكيمة السفلية ذيليًا لنظيرتها - الأكيمة العلوية - فوق العصب البكري، وفي قاعدة إسقاط النواة الركبية الإنسيةوالنواة الركبية الوحشية.

## موقع الأكيمة السفلية ومجاوراتها

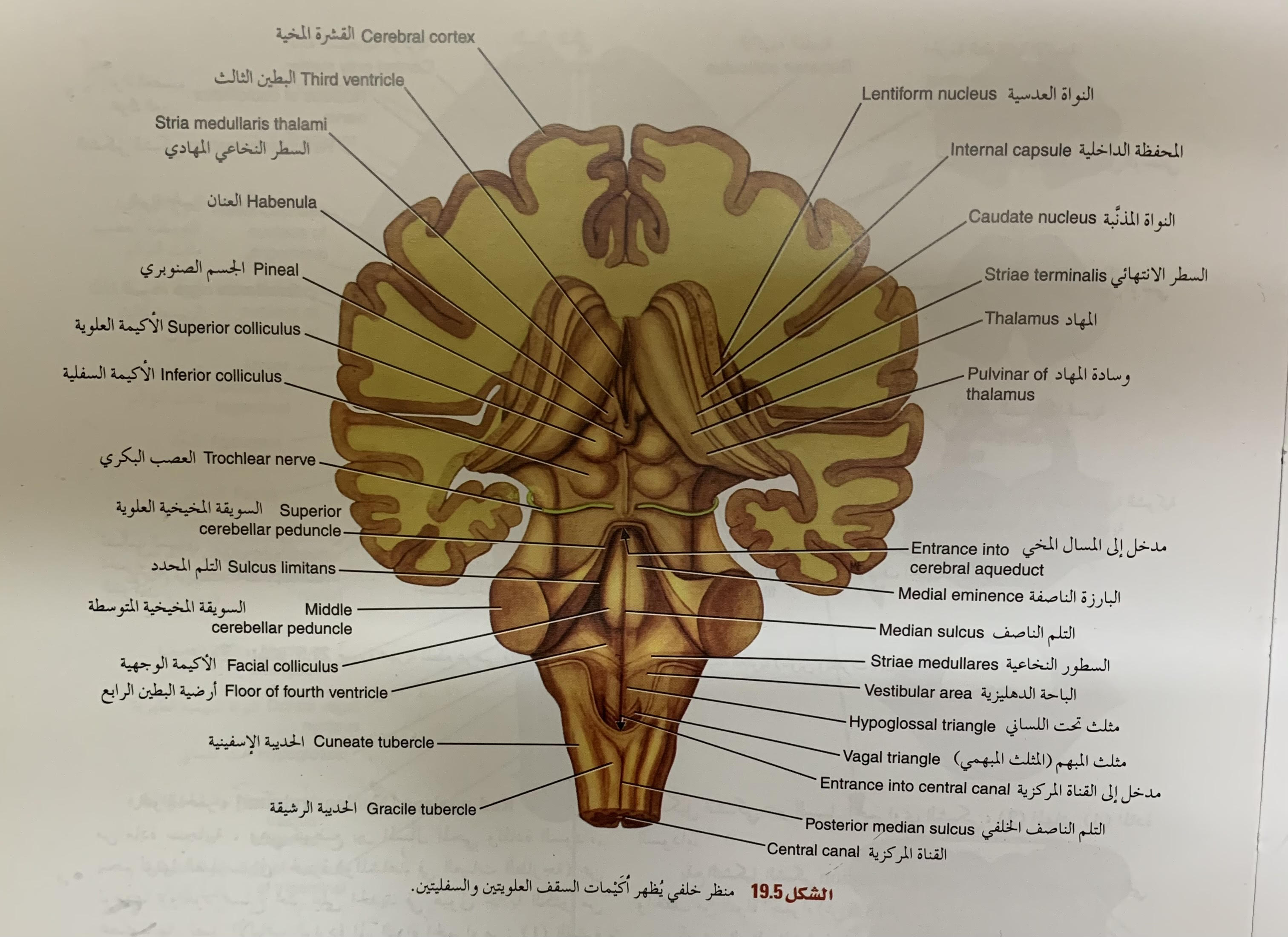
منظر خلفي يظهر اكيمات السقف العلوية والسفلية.

نقع الاكيمة السفلية على الوجه الخلفي دماغ متوسط وتعد الأكيمة السفلية مركز سمعي سفلي. إلى الاعلى منهما نلاحظ وجود الاكيمة العلوية التي تعد مركز للمنعكسات البصرية. ينبثق على الخط الناصف تحت الاكيمة السفلية عصب بكري الذي يلتف حول الوجه الوحشي للدماغ المتوسط ليدخل الجدار الوحشي جيب كهفي. وعلى الوجه الوحشي للدماغ المتوسط يصعد عضدا الاكيمتين في اتجاه امامي ووحشي. بحيث يمر العضد العلوي من الأكيمة العلوية إلى الجسم الركبي الوحشي والسبيل البصري بينما يربط العضد السفلي الاكيمة السفلية إلى الجسم الركبي الانسي.

## مقطع عرضي للدماغ المتوسط في مستوى الأكيمتين السفليتين

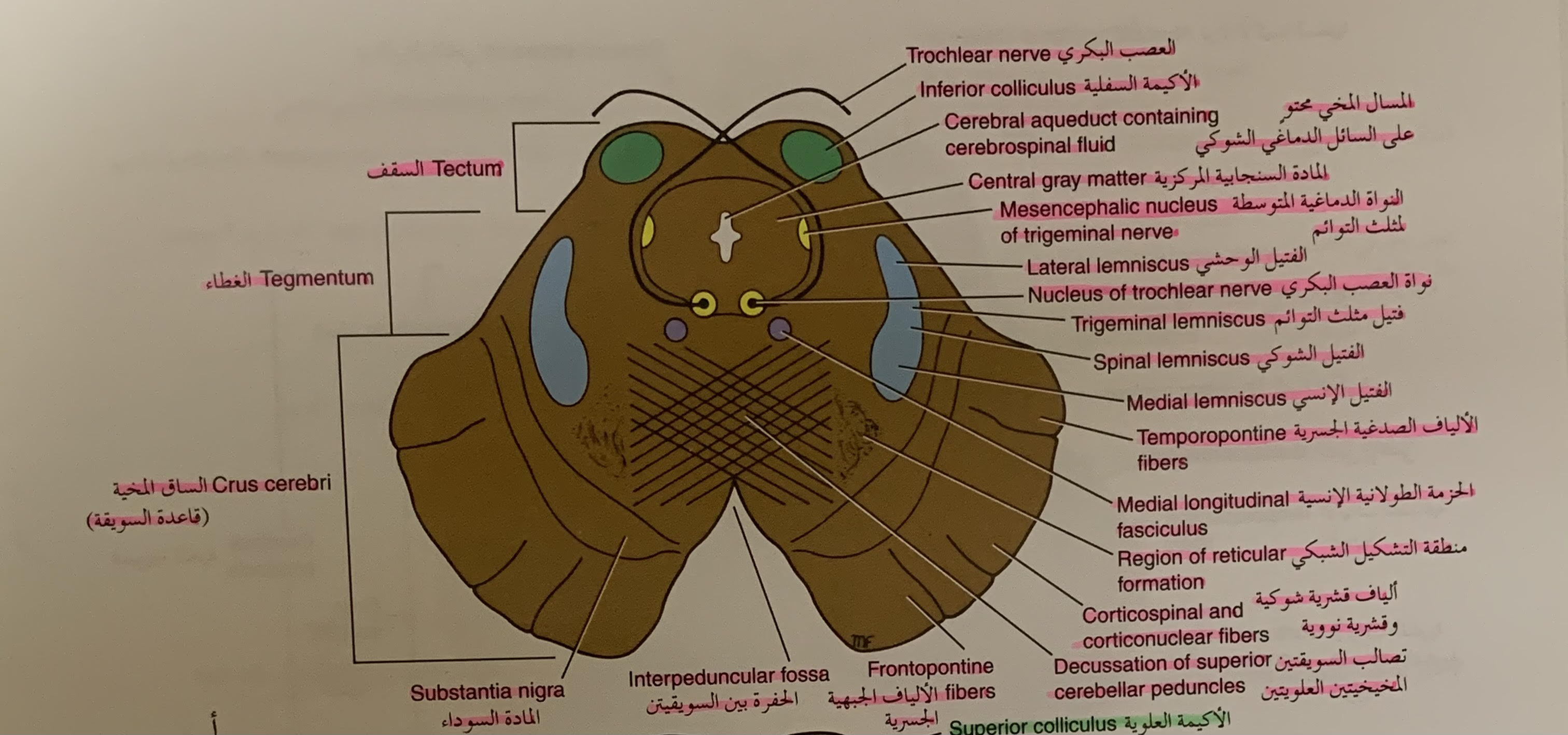
مقع عرضي للدماغ المتوسط في الأكيمة السفلية.

تتلقى الأكيمة السفلية أكثر الالياف النتهائية للفتيل الوحشي ثم يستمر الطريق عبر العضد السفلي إلى الجسم الركبي الانسي. تقع النواة البكرية في المادة الرمادية المركزية قرب الخط الناصف مباشرة خلف الحزمة الطولانية الانسية. تمر الالياف المنبثقة من النواة البكرية نحو الوحشي والخلف حول المادة الرمادية المركزية وتغادر دماغ متوسط من تحت الأكيمة السفلية مباشرة . وتتصالب الياف عصب بكري هنا تصالبا تاما في الشراع النخاعي العلوي. تقع النواة الدماغية المتوسطة للعصب مثلث التوائم إلى الوحشي من المسال المخي ويشغل تصالب السويقتين المخيخيتين العلويتين القسم المركزي من الغطاء متوضعا امام المسال المخي. نلاحظ ان التشكيل الشبكي في ها المستوى اصغر منه في جسر (تشريح) ويقع وحشي التصالب. يصعد الفتيل الانسي خلف المادة السوداء ويتوضع الفتيلان الشوكي ومثلث التوائم إلى الوحشي من الفتيل الانسي ويقع الفتيل الوحشي خلف فتيل مثلث التوائم.